# T.H. Haagen
De firma T.H. Haagen is een bedrijf in Krimpen aan de Lek, in de Nederlandse provincie Zuid-Holland. Het bedrijf produceert en levert producten van technisch leder.

## Geschiedenis
Het bedrijf werd in 1856 opgericht in Den Haag. Hier werden drijfriemen en andere technisch lederen artikelen vervaardigd. Deze werden vooral geleverd aan schippers. In 1858 verhuisde men naar Rotterdam, waar in 1897 verhuisd werd naar een voormalige bierbrouwerij aan de 2e Lombardstraat 1.
Omstreeks 1900 was het bedrijf op zijn grootst. Er werkten toen 100 à 125 mensen. In 1881 werd een vestiging geopend in Londen en in 1908 één te Waspik.
Bij het bombardement op Rotterdam van mei 1940 werd ook het bedrijfspand verwoest, inclusief de reservevoorraad van 80 ton leder. In hetzelfde jaar werd de firma Roest te Krimpen aan de Lek overgenomen, waar het bedrijf sindsdien gevestigd is aan Griendstraat 11.
In 1994 ging Haagen samen met Draaijer Technisch Leder tot Haagen Draaijer Technisch Leder B.V.. Draaijer was actief in de toelevering voor bronbemaling.
Naast onderdelen hiervoor worden nog steeds technisch lederen producten vervaardigd, zoals pakkingen.